# Ванкарем (мыс)
Ванкаре́м — невысокий скалистый мыс на российском побережье Чукотского моря, близ устья лагуны Ванкарем. Расположен между Мысом Шмидта на западе и Колючинской губой на востоке. Относится к Иультинскому району Чукотского автономного округа России.
В 2 км юго-западнее находится село Ванкарем.
В 2 км к востоку от мыса расположен малый остров Каркарпко.
К востоку от мыса Ванкарем, Нильс Адольф Эрик Норденшельд обнаружил остатки древних жилищ, а также многочисленные кости северных оленей и медведей.
На берегах мыса расположено крупное лежбище моржей. Здесь отмечены рассеянные поселения чистика и крупных чаек.
В 2007 году правительство Чукотки объявило мыс Ванкарем памятником природы регионального значения.

## Топографические карты
- Лист карты Q-1-V,VI Ванкарем. Масштаб: 1 : 200 000. Состояние местности на 1970-71 год. Издание 1978 г.